# 954 Li
954 Li је астероид главног астероидног појаса. Приближан пречник астероида је 58,03 , 
а средња удаљеност астероида од Сунца износи 3,134 астрономских јединица (АЈ). 
Инклинација (нагиб) орбите у односу на раван еклиптике је 1,166 степени, а орбитални период износи 2026,727 дана (5,548 година). Ексцентрицитет орбите астероида износи 0,168. 
Апсолутна магнитуда астероида износи 9,94 а геометријски албедо 0,055.
Астероид је откривен 4. августа 1921. године.